# 林光诗
林光詩（1932年5月7日—2021年1月19日），聖名若瑟（Giuse），原越南共和國陸軍中將。他出身越南國在越南中部高地開設的聯軍軍事學校。林光詩的軍事專長是炮兵領域。1951年至1963年間，他從少尉到中校軍銜連續12年在該兵種服役。此後他被任命爲步兵師的師長，後來擔任了一些軍隊人事培訓設施的指揮官。他的最後職務爲第一軍和第一軍區的副司令。他也被稱呼爲“炮兵將軍”（Tướng Pháo binh）。

## 早年經歷
林光詩於1932年5月7日出生於薄寮省永澤（一說永利）的一個富裕的地主家庭。他的外祖父是華裔，因爲在柬埔寨金邊毆打了一名王子而逃到越南薄寮省並積累了大量的財富，是20世紀初薄寮省最富有的地主，而且被法國殖民政府授予了法國公民身份。因此，林光詩的母親也自動成爲了法國公民，而因爲父親並非法國公民，林光詩在出生後並未自動地成爲法國公民。

## 軍事生涯

### 越南國軍
1950年9月底，他與哥哥林光書一起，自願入伍，兵籍號碼：52/120.072。

### 越南共和國軍
1968年6月19日，林光詩被提升爲少將。一個月後，他將第九師移交給了本來的副師長陳伯異上校。不久之後，他接替杜玉韌上校，接任大叻國家軍事學校指揮長。

### 1975年
1975年3月29日，林光詩從峴港撤離到西貢。4月29日晚，他隨家人在在白藤碼頭登上HQ-1號旗艦，撤離出海。

## 過世
2021年1月19日，林光詩在美國加利福尼亞州佛利蒙因爲2019冠状病毒病去世，享年88歲。

## 榮譽
- 第三等保國勳章
- 功绩勋章（美國空軍）

## 家庭
- 父母：林光遙（Lâm Quang Diêu）、葉氏賢（Diệp Thị Hiền，1909年-2002年）
- 兄長：林光書少將
- 弟：林光泰（Lâm Quang Thới）步兵中校，生於1933年，畢業於大叻軍校第10期
- 弟：林光親（Lâm Quang Thân）空軍少校，生於1936年，畢業於大叻軍校第14期
- 妻子：蘇玉碧（Tô Ngọc Bích），與林光詩生有2兒1女，其中一個兒子是安德魯·林（英语：安德魯·林）（Andrew Lâm）[7]

## 著作
- Autopsy: The Death of South Viet Nam
- The Twenty-Five Year Century: A South Vietnamese General Remembers the Indochina War to the Fall of Saigon
- Hell in An Loc: The 1972 Easter Invasion and the Battle That Saved South Viet Nam

### 引用
1. ↑  . 龍門文化事業有限公司. 1983  [2022-09-26]. （原始内容存档于2022-09-29） （中文）.
2. ↑  . www.vietnamdaily.com.   [2022-05-23].[]
3. ↑  Tổng Hội Cựu Sinh Viên Sĩ Quan Trường Võ Bị Quốc Gia Việt Nam. . 美國. 2016: 53  [2022-05-02]. （原始内容存档于2021-04-10）.
4. ↑  . nguyentin.tripod.com.   [2022-05-02]. （原始内容存档于2017-08-16）.
5. ↑  Lâm Quang Thi. . University of North Texas Press. 2002. ISBN 978-1574411430.
6. ↑  . Nguoi Viet Online. 2021-01-19  [2022-04-19]. （原始内容存档于2022-03-14） （越南语）.
7. ↑  VnExpress. . vnexpress.net.   [2022-05-02]. （原始内容存档于2022-06-23） （越南语）.

### 來源
- Trần Ngọc Thống; Hồ Đắc Huân; Lê Đình Thụy. Trần Ngọc Thống , 编.  [越南共和國軍略史]. Hương Quê. 2011. ISBN 9780985218201 （越南语）.

## 外部鏈接
- 2007年原越南共和國中將林光詩在猶他州越南、美國士兵雕像落成儀式上的演說 （页面存档备份，存于）
- 林光詩中將（页面存档备份，存于）
- 我的父親林光詩將軍的軍裝（页面存档备份，存于）
- Lam Thi Obituary - San Jose, CA